# 李筠 (申国公)
李筠（6世纪—600年代），原州平高（今宁夏固原）人，自称陇西郡成纪（今甘肃省秦安县）人。隋朝初年重臣李穆之孙。
李筠父李惇，字士献，是李穆长子。在北周官至安乐郡公、凤州刺史，在李穆之前去世。李筠幼年以李穆之功，拜为仪同。开皇八年（588年）以嫡孙袭李穆申国公之爵。仁寿初年，他的叔父李浑忿其吝啬，暗中派遣兄子李善衡将他杀害。捕盗不获，隋文帝大怒，尽禁其亲族。李筠原来与从父弟李瞿昙有嫌隙，李筠叔叔李浑证明是李瞿昙所杀。李瞿昙最后被斩，而李善衡获免。仁寿四年（604年），议立嗣。邳公苏威上奏李筠不义，骨血相杀，请绝其封。皇帝不许。